# Kudłoński Baca

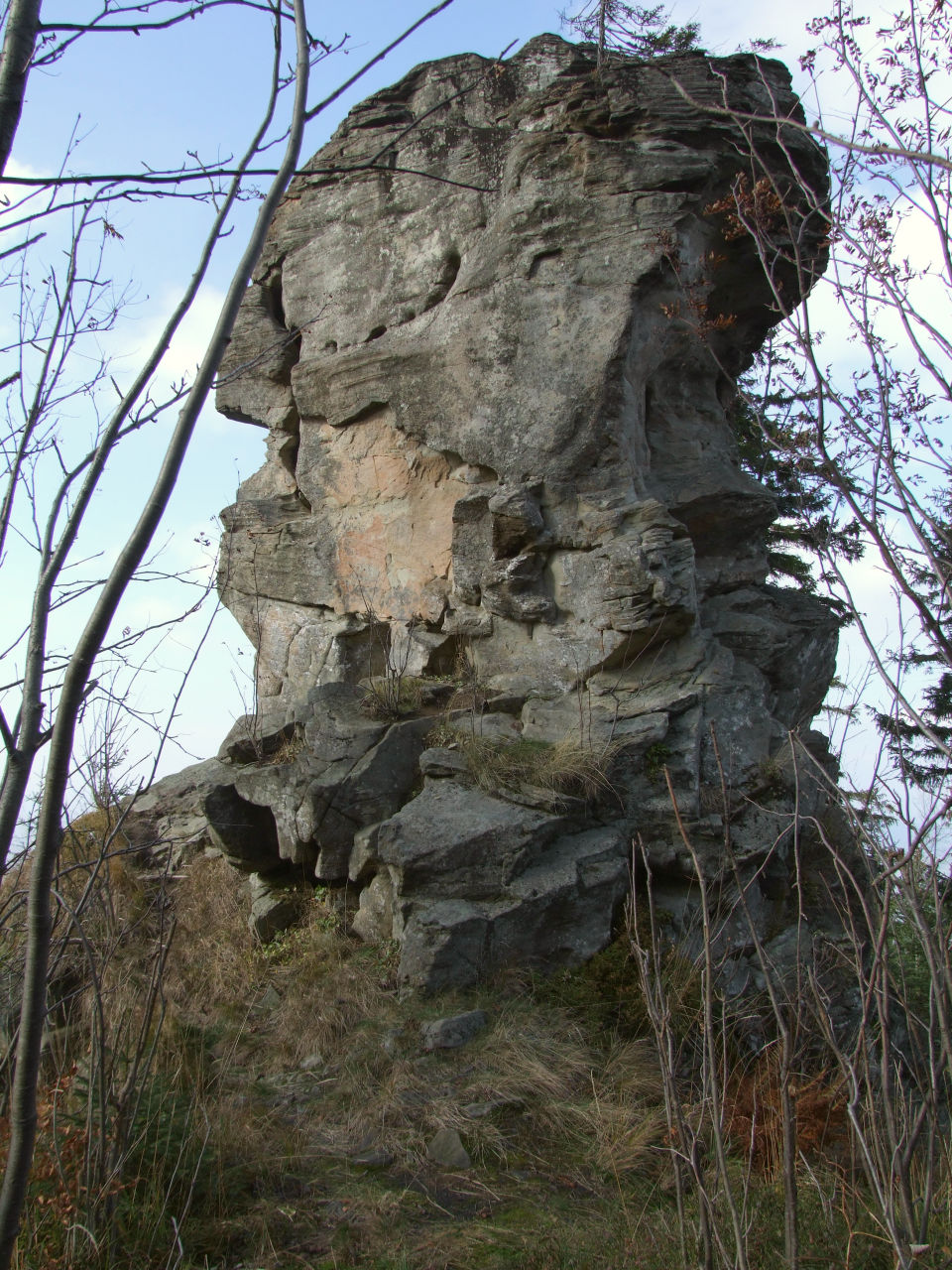
Kudłoński Baca

Kudłoński Baca, Skamieniały Baca – wysoki na kilkanaście metrów ostaniec na północnych zboczach Kudłonia w Gorcach. Znajduje się w Gorczańskim Parku Narodowym, w obrębie wsi Lubomierz w województwie małopolskim, w powiecie limanowskim, w gminie Mszana Dolna.
Zbudowany jest z odpornych na wietrzenie gruboławicowych piaskowców i zlepieńców. Znajduje się w lesie, tuż przy czarnym szlaku turystycznym z Lubomierza na szczyt Kudłonia (1274 m), poniżej Polany Kudłoń, już na obszarze Gorczańskiego Parku Narodowego. Silne wichury w 2004 r. przerzedziły sporo las, przez co skała jest dobrze eksponowana. W spękaniach skały licznie zakwita dzwonek wąskolistny, znaleźć też można skalnicę gronkową, która ma w tej okolicy jedyne stanowiska w Gorcach.
Ze skałą tą związana jest legenda, według której jest ona skamieniałym bacą, który niegdyś gospodarował na gorczańskich polanach. Był to jednak zły człowiek – źle traktował swoich juhasów i honielników, a także oszukiwał na serze gospodarzy, których owce wypasał. Inna wersja (przytaczana przez ludowego gawędziarza z Koniny) mówi, że kamień tam postawił diabeł chcący zniszczyć kościół w Lubomierzu.
Oprócz Bacy Kudłońskiego na zboczach Kudłonia znajduje się jeszcze wiele innych mniej wybitnych wychodni skalnych i ostańców.

## Szlak turystyki pieszej
Lubomierz – Jastrzębie – Kosarzysko – Pyrzówka – Kudłoński Baca – Polanczyna – Kudłoń. Odległość 5,7 km, suma podejść 650 m, czas przejścia 2 godz. 30 min, z powrotem 1 godz. 30 min.